# براندي ماكين
براندي ماكين (بالإنجليزية: Brandi McCain)‏ مواليد 21 سبتمبر 1979 في سيلسبي، هي لاعبة كرة سلة أمريكية معتزلة. بدأت مسيرتها الاحترافية في سنة 2002. تم اختيارها من قبل فريق كليفلاند روكرز خلال الدرافت. وحملت الرقم 11. يبلغ طولها 5 قدم 3 بوصة (1.6 م). لعبت كرة السلة الجامعية في جامعة فلوريدا. اعتزلت اللعب في 2002.

## روابط خارجية
- براندي ماكين على موقع الاتحاد الوطني لكرة السلة النسائية (الإنجليزية)
- براندي ماكين على موقع كرة السلة الأوروبية.كوم (الإنجليزية)
- براندي ماكين على موقع كلية كرة السلة في سبورتس رفرنس.كوم (الإنجليزية)
- براندي ماكين على موقع بروبوليرز (الإنجليزية)
- براندي ماكين على موقع سبورتس رفرنس (الإنجليزية)